# Antonín Kinský (Fußballspieler, 2003)
Antonín Kinský (* 13. März 2003 in Prag) ist ein tschechischer Fußballspieler, der als Torwart für den Premier-League-Verein Tottenham Hotspur und die tschechische U-21-Nationalmannschaft spielt.

## Karriere

### Verein
Kinský spielte Jugendfußball für Tempo Prag und wechselte 2017 zu Bohemians 1905. Im Alter von 15 Jahren wechselte er zu Dukla Prag.
Kinský gab am 14. Juli 2020 sein Debüt in der A-Nationalmannschaft von Dukla Prag beim 2:1-Sieg gegen Třinec in der ersten tschechischen Fußball-Liga. Am 26. August desselben Jahres gab er sein Debüt im tschechischen Pokal und blieb beim 4:0-Auswärtssieg gegen Admira Prag kein Gegentor. Im Juli 2021 wechselte er zu Slavia Prag und unterschrieb einen Vierjahresvertrag. Er wurde wiederholt als das größte tschechische Torwarttalent seiner Generation bezeichnet. Zwischen 2022 und 2024 war Kinský an MFK Vyškov und FK Pardubice ausgeliehen.
Am 5. Januar 2025 unterschrieb Kinský einen Vertrag für sechseinhalb Jahre mit einem geschätzten Wert von 16 Millionen Euro beim Premier-League-Verein Tottenham Hotspur. Er gab sein Debüt am 8. Januar im Hinspiel des EFL-Cup-Halbfinales gegen Liverpool und blieb beim 1:0-Sieg ohne Gegentor.

### Nationalmannschaft
Kinský ist ein festes Mitglied der tschechischen Jugendnationalmannschaften seit seinem Debüt für die U15-Nationalmannschaft. Ursprünglich stand er im tschechischen U21-Kader für die U21-Europameisterschaft 2023, musste jedoch verletzungsbedingt ersetzt werden. Im Oktober 2024 wurde er vor den UEFA-Nations-League-Spielen gegen Albanien und die Ukraine erstmals in die tschechische A-Nationalmannschaft berufen.

## Erfolge
- Europa-League-Sieger: 2025 (Tottenham Hotspur)

## Privates
Kinský ist der Sohn von Antonín Kinský, ein ehemaliges Mitglied der tschechischen Nationalmannschaft, Meister der ersten tschechischen Liga und Teil des tschechischen Kaders bei der Europameisterschaft 2004.